# Black Stone Cherry
Black Stone Cherry es una banda estadounidense de hard rock, originaria de la ciudad de Edmonton (Kentucky) integrada por Chris Robertson, Ben Wells, Jon Lawhon y John Fred Young. Su estilo musical se encuadra dentro del hard rock y el southern rock.

## Historia

### Formación y primeros años (2001–2004)
Black Stone Cherry se forma mediante la unión de Ben Wells y Jon Lawhon al dúo que ya habían formado de antemano Chris Robertson y John Fred Young, creándose oficialmente el 4 de junio de 2001. A partir de ahí comenzaron a ensayar en el local que usaron los Kentucky Headhunters desde 1968
Los cuatro miembros llevan la música en su sangre: el padre de John Fred ganó un premio Grammy con su grupo, The Kentucky Headhunters; el tío abuelo de Jon Lawhon fue baterista de jazz; por último, el padre de Chris Robertson fue fabricante de guitarras, dándole a su hijo la primera que hizo, hecho que le introdujo en el mundo de la música.

### Black Stone Cherry(2005–2007)
A medida que ganaban popularidad, iban componiendo canciones y buscando discográfica, hasta que encontraron el apoyo de Roadrunner Records y grabaron el primer álbum de estudio de la banda, de título homónimo, lanzado al mercado en 2006. Al regresar a su ciudad natal después de la grabación del disco, el pueblo se volcó instalando pancartas en las calles como forma de bienvenida, y el grupo dio un concierto ante 1500 personas en el gimnasio del antiguo colegio de Chris. Este hecho aparece reflejado en el video promocional de Hell & High Water.
Posteriormente, graban un segundo EP, Rain Wizard, en 2007, que se unía al primer EP publicado un año antes por la banda y que llamaron Hell & High Water. Durante 2006 y 2007 dieron varias giras por los EE. UU. y una por Europa como teloneros de Hinder.
En julio de 2007, lanzaron un segundo EP, que contenía la canción "Rain Wizard" junto a 2 canciones aún no lanzadas
El primer álbum en directo de la banda salió a la venta el 31 de octubre de 2007 y llevó por título Live at Astoria, London (31.10.07). Fue publicado justo después de este concierto grabado en el Astoria de Londres.

### Folklore and Superstition(2008–2009)
Su segundo álbum de estudio, Folklore and Superstition, salió a la venta el 19 de agosto de 2008, conteniendo un primer sencillo llamado "Blind Man". Luego salieron 3 singles más: "Please Come In", "Things My Father Said", y "Soulcreek"
En 2008, la banda fue soporte de Def Leppard y Whitesnake en la "UK Arena" tour.
En mayo de 2009, fueron banda soporte de Nickelback en el tour de "Dark Horse"

### Between The Devil and the Deep Blue Sea(2010–2012)
Su tercer álbum se lanzó el 31 de mayo de 2011. El álbum fue producido por Howard Benson. El primer sencillo fue "White Trash Millionaire" y fue lanzado en el final de dicho marzo. La banda fue nominada para el premio por Rock Clásico en 2011.
La banda fue soporte de Alter Bridge y Theory of a deadman a lo largo del tour por Europa desde octubre a noviembre de 2011. La banda también salió de gira por UK (con localidades agotadas) con Rival Sons como banda soporte. Ellos abrieron para Chickenfoot en su tour por América en la primavera de 2012

### Magic Mountain(2013–2015)
Black Stone Cherry abrió para Lynyrd Skynyrd y Bad Company en su gira. La banda encabezó el segundo escenario del Download Festival en junio de 2013. Durante el otoño de 2013, y hasta principios de 2014, grabaron el álbum "Magic Mountain" y fue lanzado el 6 de mayo de 2014, alcanzó el número 5 en la lista de álbumes británicos. El primer sencillo fue "Me and Mary Jane". El sencillo salió junto con una selección de hits de Black Stone Cherry, incluyendo canciones acústicas, y una canción exclusiva grabada en vivo desde el Download Festival 2013, todo junto con un CD especial: "Black Stone Cherry - Hits, Rarities & Live", y venía junto con un bonus en la edición de la revista Classic Rock de junio de 2014. Salieron de gira junto a Airbourne y Theory of a deadman en octubre de 2014, y después fueron a Europa, incluyendo Dinamarca y Alemania. Hasta febrero de 2015 la banda se tomó un descanso por cuestiones personales, a excepción de un show en su casa, Kentucky, durante diciembre de 2014. En febrero comenzaron un tour por EE. UU. y se presentaran en el festival de verano 2015 en Europa.

### Kentucky(2015–presente)
El 7 de octubre de 2015, se reveló que la banda había firmado en Mascot Label Group, y había comenzado a grabar la continuación de Magic Mountain, para ser lanzado en 2016. El disco fue grabado en la misma ubicación que el álbum del mismo nombre: Glasgow, Kentucky.

## Estilo musical
El estilo de la formación americana se basa en el rock sureño y hard rock de los '70, con influencias de bandas como Lynyrd Skynyrd, Led Zeppelin, AC/DC o Guns N' Roses y Alter Bridge.

## Miembros
- Chris Robertson – voz principal, guitarra principal
- Ben Wells – guitarra rítmica, coros
- Jon Lawhon – bajo, coros
- John Fred Young – batería

## Discografía

### Álbumes de estudio
| Year | Detalles del álbum | Posición de peak chart | Posición de peak chart | Posición de peak chart | Posición de peak chart | Posición de peak chart | Posición de peak chart | Posición de peak chart | Posición de peak chart | Posición de peak chart | Certificaciones internacionales |
| Year | Detalles del álbum | US                     | AUT                    | CHE                    | FRA                    | GER                    | IRL                    | SWE                    | UK                     | UK Rock                | Certificaciones internacionales |
| ---- | --- | ---------------------- | ---------------------- | ---------------------- | ---------------------- | ---------------------- | ---------------------- | ---------------------- | ---------------------- | ---------------------- | ------------------------------- |
| 2006 | Black Stone Cherry - Lanzamiento: 16 de junio de 2006 - Discografía: Roadrunner - Formato: CD, LP, DI                     | 90                     | —                      | —                      | —                      | —                      | —                      | —                      | 188                    | 34                     | - UK: Plata                     |
| 2008 | Folklore and Superstition - Lanzamiento: 19 de agosto de 2008 - Discografía: Roadrunner - Formato: CD, LP, DI             | 28                     | —                      | 89                     | 167                    | 54                     | 68                     | 45                     | 23                     | 1                      | - UK: Plata                     |
| 2011 | Between the Devil and the Deep Blue Sea - Lanzamiento: 31 de mayo de 2011 - Discografía: Roadrunner - Formato: CD, LP, DI | 29                     | 31                     | 31                     | —                      | 22                     | —                      | 43                     | 13                     | 1                      | - UK: Plata                     |
| 2014 | Magic Mountain - Lanzamiento: 6 de mayo de 2014 - Discografía: Roadrunner - Formato: CD, DI                               | 22                     | 29                     | 28                     | 187                    | 31                     | 78                     | —                      | 5                      | 1                      |                                 |
| 2016 | Kentucky |                        |                        |                        |                        |                        |                        |                        |                        |                        |                                 |

2018 Family Tree

### Álbumes en directo
- 2007 – "Live at the Astoria, London (31.10.07)"

### Álbumes recopilatorios
- 2014 – "Hits, Rarities And Live"

### EP
| Álbumes de estudio | Álbumes de estudio                           | Álbumes de estudio | Álbumes de estudio |
| Año                | EP                                           | Sello discográfico |                    |
| ------------------ | -------------------------------------------- | ------------------ | ------------------ |
| 2006               | Hell & High Water                            | (Auto-producido)   |                    |
| 2008               | Rain Wizard                                  | (Auto-producido)   |                    |
| 2012               | The Kerrang! Radio Sessions (EP) (Acoustico) | (Auto-producido)   |                    |